# Tridentiger nudicervicus
Tridentiger nudicervicus är en fiskart som beskrevs av Tomiyama, 1934. Tridentiger nudicervicus ingår i släktet Tridentiger och familjen smörbultsfiskar. Inga underarter finns listade i Catalogue of Life.